# Пробковое сверло

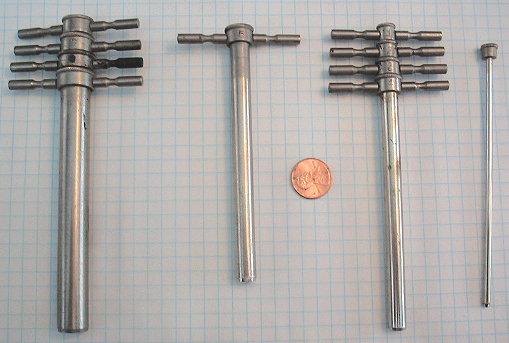
Набор пробковых сверл на листе в клетку. Слева направо: вставлены один в один номера 6,7,8,9, номер 5, одноцентовая монета для масштаба, номера 4,3,2,1, выталкиватель

Корковое сверло, пробковое сверло — устройство для проработки отверстий в пробковых и резиновых пробках для лабораторной посуды. Такие сверла выпускаются обычно в наборах: с разным диаметром рабочей части.
Пробковое сверло представляет собой металлическую полую трубку, один конец которой имеет заостренные кромки, второй снаряжен рукояткой- воротком . Для удобства хранения сверла разных номеров вставляют друг в друга. К набору сверл добавляется выталкиватель — металлический стержень, с помощью которого из полости сверла удаляют вырезанные кусочки материала (резины, пробки) и сверлоточка для заточки рабочих кромок.
В микробиологии пробковое сверло также используется для проработки отверстий в агаровой пластине: во время исследований биоактивности. Похожие сверла используют в дендрологии: для извлечения кернов из стволов деревьев, в целях дендрохронологии .